# Mimetismo agressivo

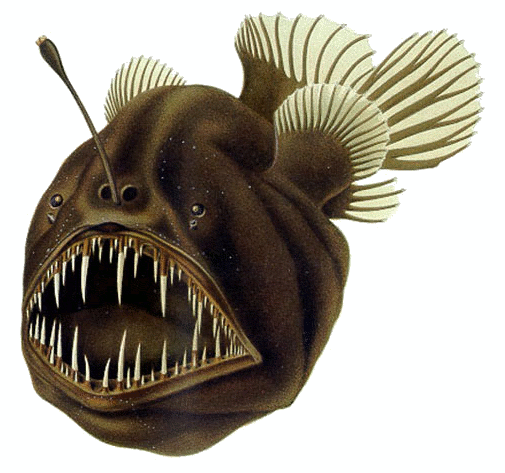
O peixe-diabo negro usa uma espinha dorsal modificada como vara de pescar com uma isca bioluminescente para atrair e capturar presas.

O mimetismo agressivo ou mimetismo de ataque é uma forma de mimetismo em que predadores, parasitas ou parasitoides compartilham sinais semelhantes, usando um modelo inofensivo, o que lhes permite evitar serem identificados corretamente por sua presa ou hospedeiro. Os zoólogos compararam repetidamente essa estratégia a um lobo em pele de cordeiro. Em seu sentido mais amplo, o mimetismo agressivo pode incluir vários tipos de exploração, como quando uma orquídea explora um inseto macho imitando uma fêmea sexualmente receptiva (consulte pseudocópula), mas aqui será restrito a formas de exploração que envolvem alimentação. Por exemplo, os povos aborígenes australianos que se vestem como cangurus e os imitam quando estão caçando não seriam considerados mímicos agressivos, nem um pescador humano, embora eles estejam, sem dúvida, praticando a camuflagem de autodecoração [en]. Tratada separadamente, o mimetismo molecular compartilha algumas semelhanças; por exemplo, um vírus pode imitar as propriedades moleculares de seu hospedeiro, permitindo o acesso às suas células. 
Um termo alternativo, mimetismo Peckhamiano, foi sugerido (em homenagem a George e Elizabeth Peckham [en]), mas é raramente usado.

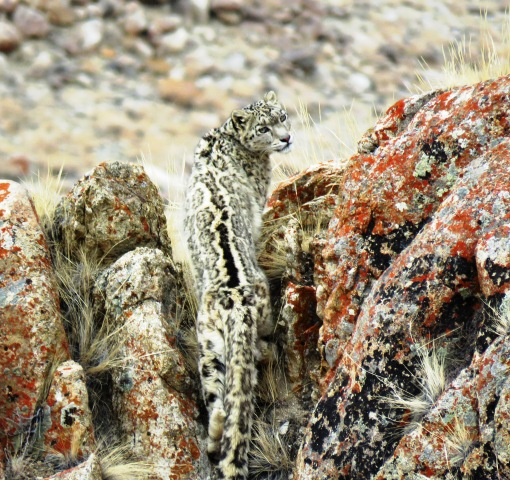
Um predador camuflado: leopardo-das-neves em Ladaque. A distinção entre o mimetismo agressivo e a camuflagem do predador depende do sinal dado à presa, o que não é fácil de determinar.

O mimetismo agressivo é oposto, em princípio, ao mimetismo defensivo, em que o mimetismo geralmente se beneficia do fato de ser tratado como prejudicial. O imitador pode se assemelhar à sua própria presa ou a algum outro organismo que seja benéfico ou, pelo menos, não prejudicial à presa. O modelo, ou seja, o organismo que está sendo “imitado”, pode ter sua aptidão aumentada ou reduzida, ou pode não ser afetado de forma alguma pelo relacionamento. Por outro lado, o receptor do sinal sofre inevitavelmente com o fato de ser enganado, como acontece na maioria dos complexos de imitação.
O mimetismo agressivo envolve geralmente o emprego de sinais que atraem a presa em potencial para o predador, uma estratégia que permite que os predadores simplesmente fiquem sentados e esperem que a presa venha até eles. A promessa de comida ou sexo é mais comumente usada como isca. No entanto, não é necessário ser assim; desde que a verdadeira identidade do predador seja ocultada, ele poderá se aproximar da presa com mais facilidade do que seria o caso. Em termos de espécies envolvidas, os sistemas podem ser compostos de duas ou três espécies; em sistemas de duas espécies, o receptor de sinal, ou “duplicata”, é o modelo.
Em termos da dimensão visual, a distinção entre mimetismo agressivo e camuflagem nem sempre é clara. Autores como Wickler enfatizaram a importância do sinal para o receptor como delineador entre mimetismo e camuflagem. No entanto, não é fácil avaliar o quão “significativo” um sinal pode ser para o imitador e, portanto, a distinção entre os dois pode ser bastante confusa. Sinais mistos podem ser empregados: os mímicos agressivos geralmente têm uma parte específica do corpo enviando um sinal enganoso, com o restante escondido ou camuflado.

## Contraste com o mimetismo defensivo

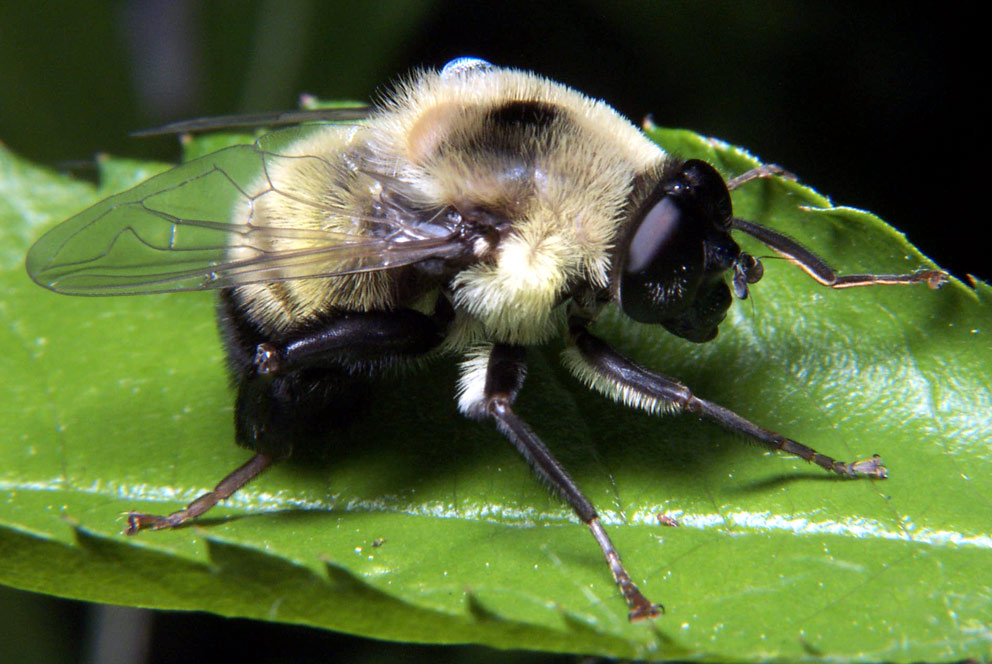
Os mímicos batesianos defensivos, como essa mosca que imita uma abelha, são a antítese dos mímicos agressivos.

O mimetismo agressivo está em contraste semântico com o mimetismo defensivo, em que é a presa que atua como mímica, com os predadores sendo enganados. O mimetismo defensivo inclui as conhecidas formas de mimetismo batesiano e mülleriano, em que o mímico compartilha características externas com um modelo aposemático ou prejudicial. No mimetismo batesiano, o imitador é modelado em uma espécie perigosa (geralmente intragável), enquanto no mimetismo mülleriano ambas as espécies são prejudiciais e atuam como cômicas, convergindo em um conjunto comum de sinais e compartilhando o ônus de “educar” seus predadores. Incluído no mimetismo defensivo está o mimetismo mertensiano [en], menos conhecido, em que o mímico é mais prejudicial do que o modelo, e o mimetismo vaviloviano, em que as ervas daninhas passam a imitar as plantações por meio de seleção artificial não intencional. No mimetismo defensivo, o imitador se beneficia ao evitar uma interação prejudicial com outro organismo que teria mais probabilidade de ocorrer sem os sinais enganosos empregados. As interações prejudiciais podem envolver ser comido ou arrancado do solo como uma erva daninha. Em contrapartida, o mímico agressivo se beneficia de uma interação que teria menos probabilidade de ocorrer sem o engano, às custas de seu alvo.

Mimetismo agressivo comparado a uma forma defensiva, o mimetismo batesiano. O mecanismo é frequentemente chamado de “lobo em pele de cordeiro”. O modelo para um mimetismo agressivo pode ser uma espécie inofensiva, e nesse caso as três funções são disjuntas, ou o modelo pode ser a própria presa, e nesse caso o arranjo é bipolar.

## Classificação

### Atrair a presa
Em alguns casos, a presa é atraída para o mímico. Isso envolve o mimetismo de um recurso que geralmente é vital para a sobrevivência da presa (ou, mais precisamente, para a sobrevivência de seus genes), como nutrição ou um parceiro. Se a isca oferecida for de pouco valor para a presa, não se espera que ela corra esse risco. Por exemplo, em todos os casos conhecidos de mimetismo de sinais sexuais, é sempre o sexo masculino que é enganado (de fato, foi sugerido que as fêmeas de algumas espécies desenvolveram o mimetismo como uma estratégia para evitar acasalamentos indesejados). Nesses casos, o predador não precisa se movimentar em busca de presas, mas pode simplesmente ficar parado e permitir que a presa venha até ele. Alguns estudos sugerem que o Lanius excubitor [en] canta no inverno, muitas vezes imitando pequenos passeriformes que podem ser predados quando atraídos ao seu alcance. Há um relato de um gato-maracajá que usou o mimetismo do choro de um sauim-de-coleira bebê para tentar atrair um sauim adulto a uma distância de ataque.

#### Aparência de alimento

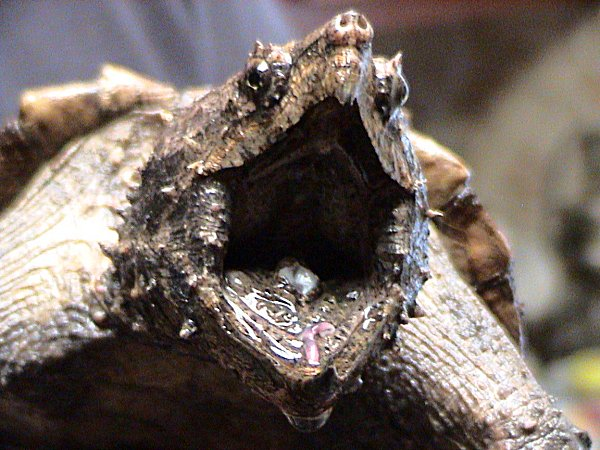
A tartaruga-aligator usa sua língua para atrair os peixes.

Muitos mímicos agressivos usam a promessa de alimento como forma de atrair a presa. A tartaruga-aligator (Macrochelys temminckii) é um predador de emboscada bem camuflado. Sua língua tem uma extensão rosa bem visível que se assemelha a uma minhoca e pode ser contorcida; os peixes que tentam comer a “minhoca” são comidos pela tartaruga. Da mesma forma, algumas serpentes empregam a isca caudal (usando a cauda) ou a isca lingual (usando a língua) para atrair pequenos vertebrados para o alcance do ataque.

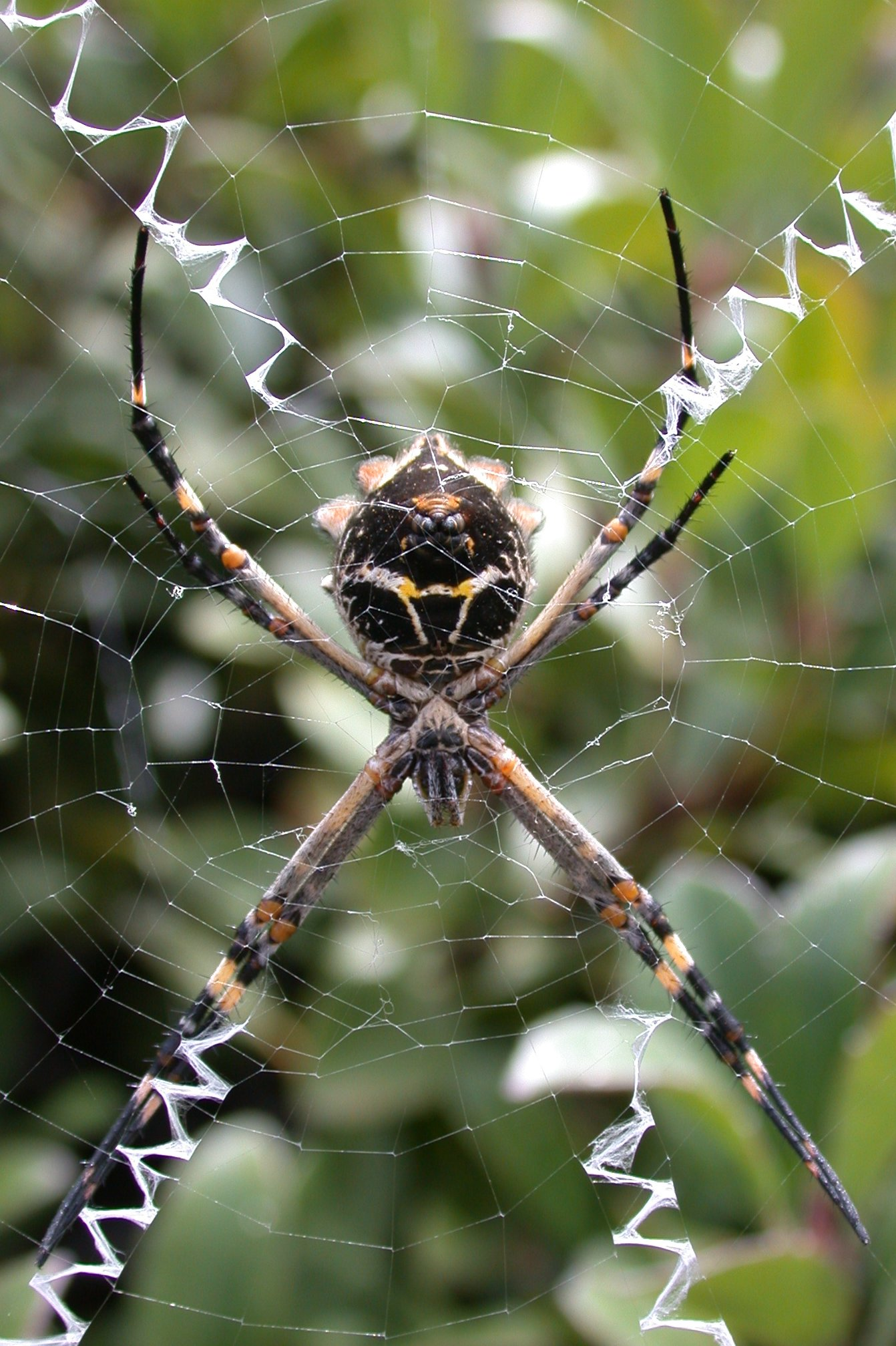
Argiope argentata e sua teia

O mimetismo agressivo é comum entre as aranhas, tanto para atrair presas quanto para se aproximar furtivamente de predadores. Um caso é o da aranha-de-teia-amarela (Trichonephila clavipes), que tece uma teia de cor dourada bem visível em áreas bem iluminadas. Os experimentos mostram que as abelhas são capazes de associar as teias ao perigo quando o pigmento amarelo não está presente, como ocorre em áreas menos iluminadas, onde a teia é muito mais difícil de ser vista. Outras cores também foram aprendidas e evitadas, mas as abelhas pareciam menos capazes de associar efetivamente as teias com pigmento amarelo ao perigo. Entretanto, o amarelo é a cor de muitas flores que contêm néctar, portanto, talvez não valha a pena evitar o amarelo. Outra forma de mimetismo não se baseia na cor, mas no padrão. Espécies como a Argiope argentata empregam padrões proeminentes no meio de suas teias, como ziguezagues. Esses padrões podem refletir a luz ultravioleta e imitar o padrão visto em muitas flores conhecidas como guias de néctar [en]. As aranhas mudam sua teia dia após dia, o que pode ser explicado pela capacidade das abelhas de se lembrarem dos padrões da teia. As abelhas são capazes de associar um determinado padrão a uma localização espacial, o que significa que a aranha deve girar um novo padrão regularmente ou sofrerá com a diminuição da captura de presas.

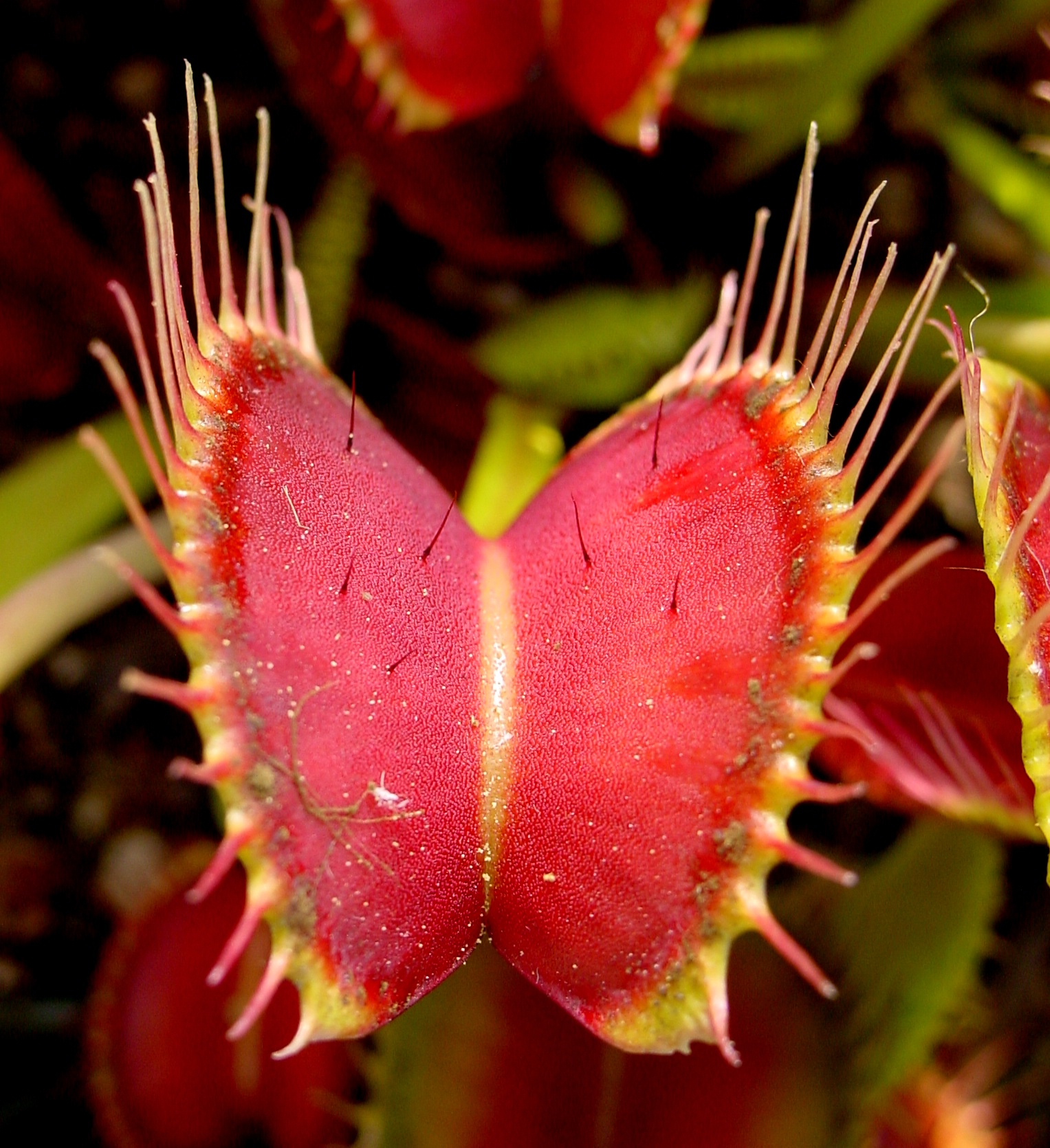
As folhas brilhantes da armadilha de dioneia (Dionaea muscipula) atraem insetos da mesma forma que as flores.

As aranhas podem ser presas de mímicos agressivos. O inseto assassino Stenolemus bituberus caça aranhas, entrando em sua teia e arrancando os fios de seda até que a aranha se aproxime. Esse mimetismo vibracional agressivo corresponde a um padrão geral de vibrações que as aranhas tratam como presas, tendo uma estrutura temporal e amplitude semelhantes aos movimentos das pernas e do corpo de presas típicas capturadas na teia.
As larvas do besouro Epomis movem suas mandíbulas uma após a outra para atrair os anfíbios em sua direção e, em seguida, atacá-los. Sua estrutura corporal permite que elas mordam e se alimentem dos anfíbios mesmo quando são ingeridas por presas maiores, como sapos.
Embora as plantas sejam mais conhecidas pelo mimetismo defensivo, há exceções. Por exemplo, muitas flores usam o mimetismo para atrair polinizadores, enquanto outras podem enganar os insetos para dispersarem suas sementes. No entanto, a maioria do mimetismo nas plantas não seria classificada como agressiva, pois, embora atrair polinizadores seja semelhante aos casos acima, eles certamente não são comidos pela planta. No entanto, algumas plantas carnívoras podem ser capazes de aumentar sua taxa de captura por meio do mimetismo. Por exemplo, algumas têm padrões na região ultravioleta do espectro eletromagnético, muito parecidos com as teias de aranha descritas acima.

### Sistemas de mimetismo bipolar
Os sistemas de mimetismo que envolvem apenas duas espécies são conhecidos como "bipolares". Apenas um arranjo bipolar é possível aqui, ou seja, quando o duplo é o próprio modelo. Existem duas variantes desse arranjo de imitação do alvo. Em um caso, o mimetismo kirbyano, o modelo é o hospedeiro de um parasita de ninhada. No outro caso, denominado mimetismo batesiano-wallaciano em homenagem a Henry Walter Bates e Alfred Russel Wallace, o modelo é a espécie presa.

#### Mimetismo de Kirbyan ou parasita de ninhada

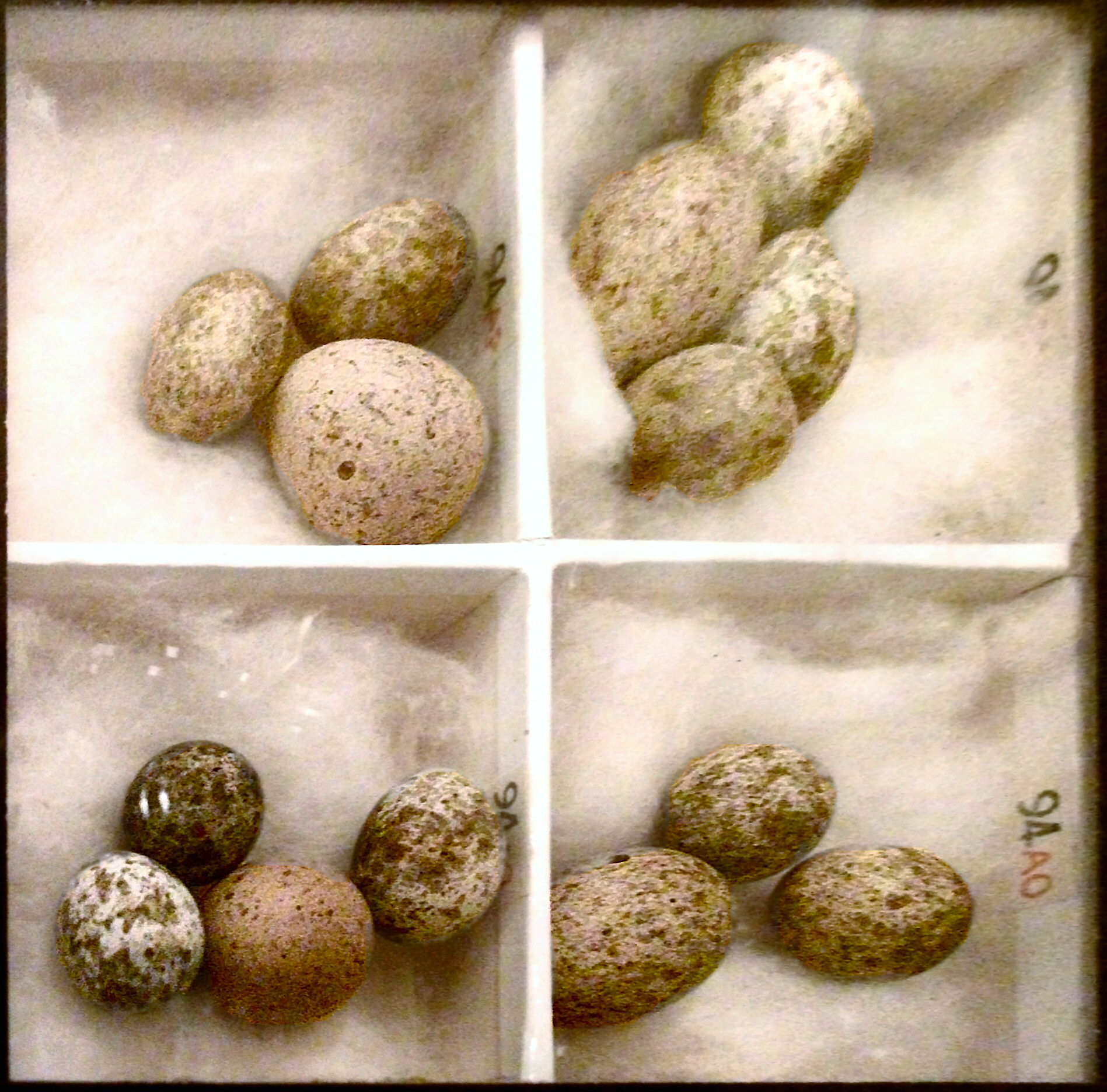
Parasitismo de ninhada: quatro ninhadas de ovos de Acrocephalus, cada uma contendo um ovo de cuco (maior)

O mimetismo hospedeiro-parasita é uma situação em que um parasita imita seu próprio hospedeiro. Como no caso do mimetismo do sexo feminino descrito anteriormente, apenas duas espécies estão envolvidas, sendo que o modelo e o mimetismo são da mesma espécie. O parasitismo de ninhada, uma forma de cleptoparasitismo em que a mãe tem sua prole criada por outro organismo involuntário, é uma dessas situações em que o mimetismo hospedeiro-parasita evoluiu. Georges Pasteur chama essa forma de mimetismo agressivo-reprodutivo de "mimetismo kirbyano", em homenagem ao entomologista inglês William Kirby, que observou que os filhotes de moscas-das-flores Syrphidae são criados por mamangabas.

#### Mimetismo Batesiano-Wallaciano ou de presas
No mimetismo Batesiano-Wallaciano, o modelo é uma fêmea sexualmente receptiva, que proporciona um forte efeito atrativo nos machos. Algumas aranhas usam meios químicos, em vez de visuais, para prender a presa. As aranhas fêmeas do gênero Mastophora [en] atraem os machos de moscas-traça (Diptera, moscas verdadeiras, mas parecidas com mariposas) produzindo análogos dos feromônios sexuais das espécies de moscas. Cada espécie de aranha parece se especializar [en] em uma determinada espécie de presa da família Psychodidae. Os juvenis usam seu par de pernas dianteiras para capturar presas, como moscas. No entanto, as aranhas mais velhas usam uma estratégia diferente, balançando uma bola pegajosa, suspensa por um fio de seda, contra as mariposas. Mas tanto as mais velhas quanto as mais jovens são capazes de atrair presas por meio desse sinal olfativo; até mesmo filhotes de aranhas jovens foram mostrados como capazes de atrair espécies de presas.

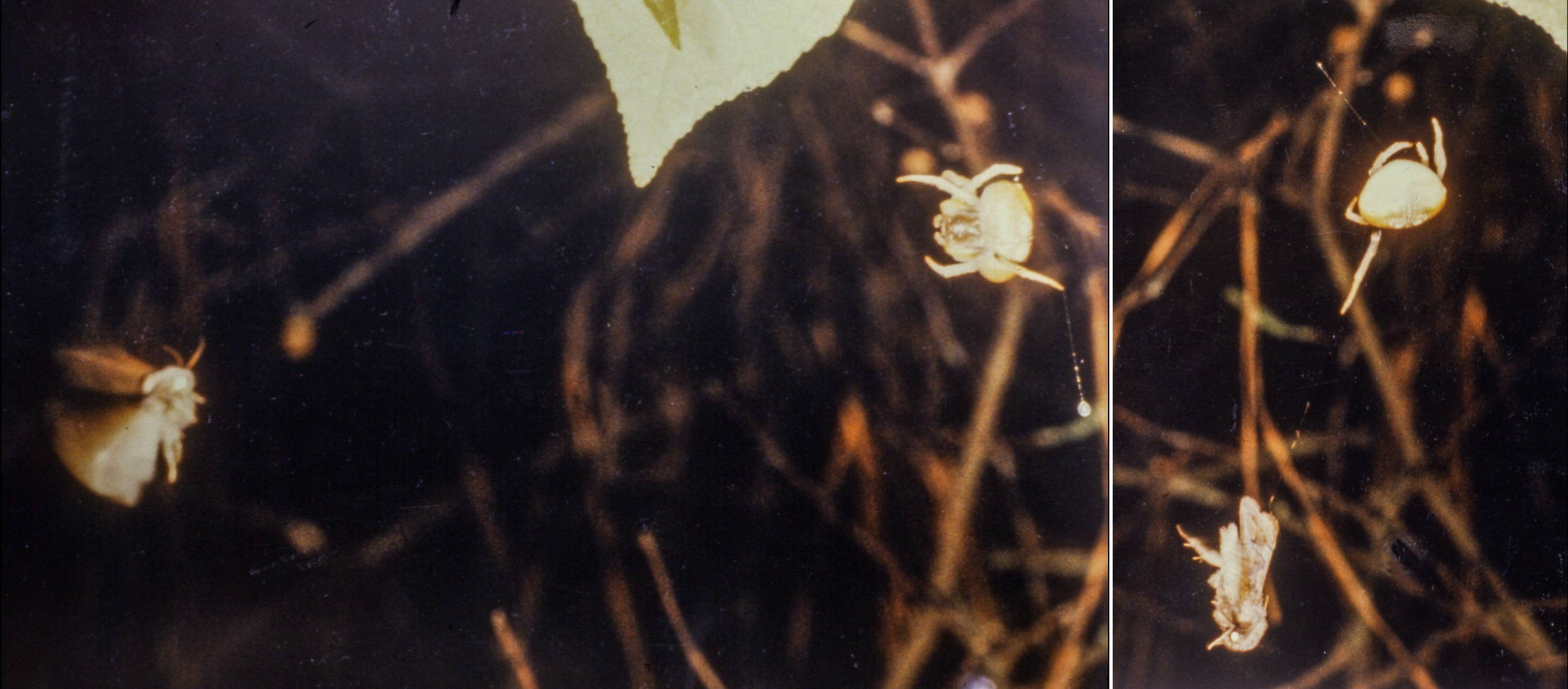
Aranha Mastophora segurando suas bolas com uma perna, atraindo e capturando uma mariposa macho
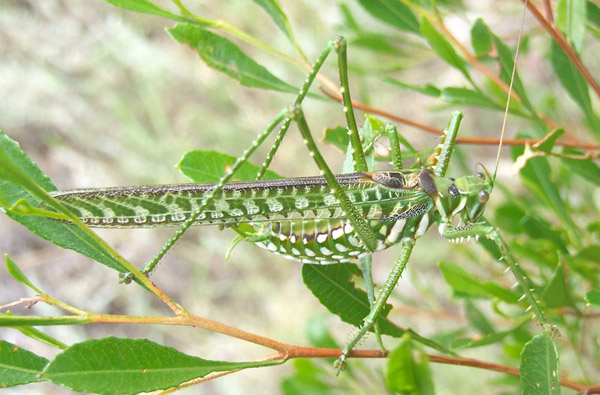
O Chlorobalius leucoviridis é um mímico acústico agressivo de cigarras.

O Chlorobalius leucoviridis [en] do interior da Austrália é capaz de atrair cigarras machos da tribo Cicadettini imitando os cliques de resposta específicos da espécie de cigarras fêmeas sexualmente receptivas. Esse exemplo de mimetismo acústico agressivo é semelhante ao caso do vaga-lume Photuris, pois o mimetismo do predador é notavelmente versátil - experimentos de reprodução mostram que a C. leucoviridis é capaz de atrair machos de muitas espécies de cigarras, inclusive cigarras Cicadettine de outros continentes, embora os sinais de acasalamento das cigarras sejam específicos da espécie. A evolução do mimetismo versátil na C. leucoviridis pode ter sido facilitada por restrições na evolução do canto em sistemas de comunicação em dueto, nos quais os sinais de resposta são reconhecíveis apenas por seu tempo preciso em relação ao canto do macho (<< 100 ms de latência de resposta).
Os vaga-lumes fêmeas do gênero Photuris [en] emitem os mesmos sinais de luz que as fêmeas do gênero Photinus [en] usam como sinal de acasalamento. Os vaga-lumes machos de vários gêneros diferentes são atraídos por esses sinais mímicos e, posteriormente, são capturados e comidos. Os sinais das fêmeas baseiam-se nos sinais recebidos do macho, sendo que cada fêmea tem um repertório de sinais que corresponde ao atraso e à duração da fêmea da espécie correspondente. Esse mimetismo pode ter evoluído a partir de sinais de não acasalamento que foram modificados para predação.

### Mimetismo agressivo críptico ou Wicklerian-Eisneriano

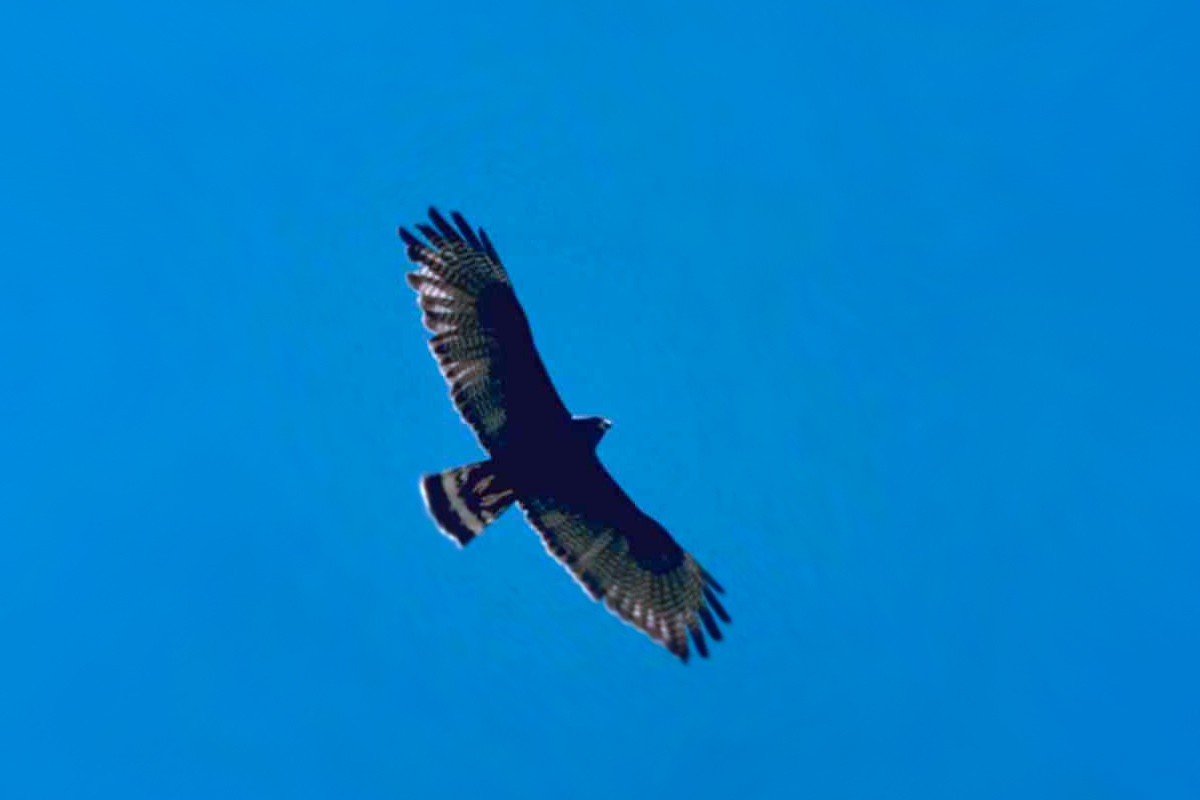
O gavião-urubu se assemelha ao inofensivo urubu-de-cabeça-vermelha em seu voo, mas ataca outras espécies.

A presa não precisa ser atraída para o predador para que ele se beneficie: basta que o predador simplesmente não seja identificado como uma ameaça. Os mímicos wicklerianos-isnerianos podem se assemelhar a um aliado mutualista ou a uma espécie de pouca importância para a presa, como uma comensal. Por exemplo, o hemíptero Arachnocoris berytoides [en] se assemelha à Faiditus caudatus [en], uma aranha comensal das formigas.
No mimetismo agressivo críptico, o predador imita um organismo ao qual a presa é indiferente. Isso permite que o predador evite ser detectado até que a presa esteja perto o suficiente para que o predador ataque, efetivamente uma forma de camuflagem. O gavião-urubu (Buteo albonotatus), que se assemelha ao urubu-de-cabeça-vermelha (Cathartes aura), pode ser um exemplo disso. Ele voa entre eles, saindo repentinamente da formação e emboscando sua presa. Há controvérsias sobre se esse é um caso verdadeiro de mimetismo.

### Mimetismo de peixes limpadores

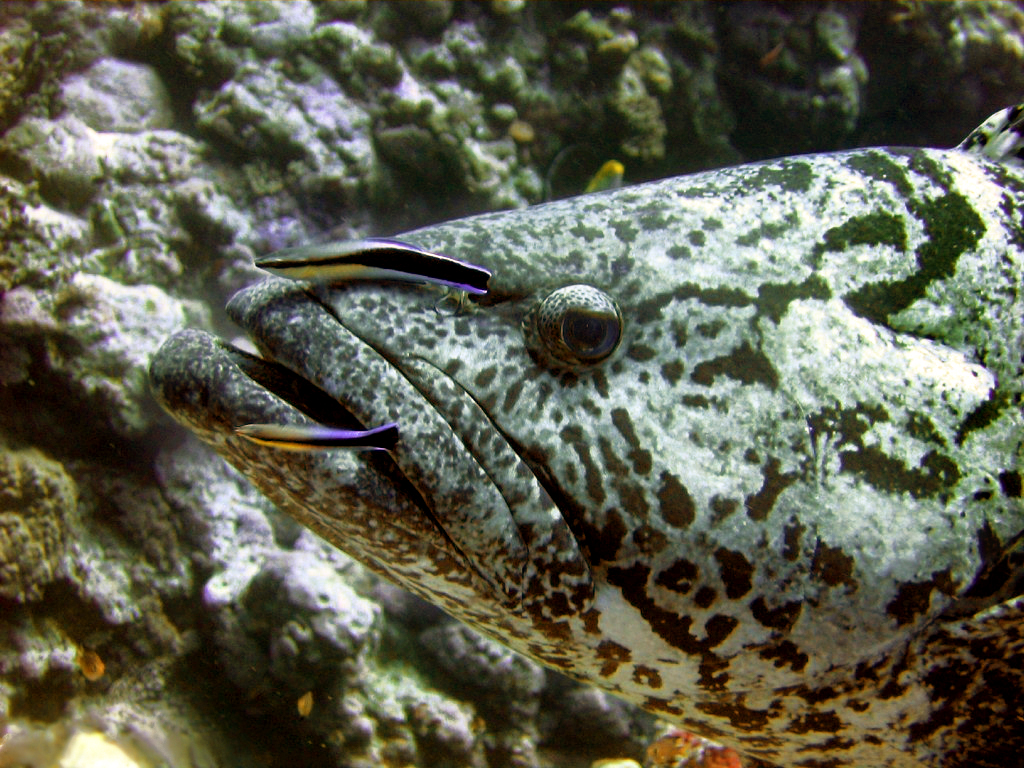
Dois bodiões-limpadores limpando uma garoupa Epinephelus tukula

O mimetismo de espécies mutualistas é visto em peixes de recifes de corais, onde os modelos, certos peixes limpadores, são muito prejudicados pela presença do mimetismo. Os peixes limpadores são mutuamente benéficos para muitas outras espécies, o que lhes permite comer seus parasitas e pele morta. Alguns permitem que o limpador se aventure dentro de suas bocas e cavidades branquiais para caçar esses parasitas. No entanto, uma espécie de peixe-limpador, o bodião-limpador (Labroides dimidiatus), é o modelo de um mímico, o falso-limpador (Aspidontus taeniatus). O bodião-limpador, mostrado na imagem limpando uma garoupa do gênero Epinephelus, vive em recifes de coral nos oceanos Índico e Pacífico e é reconhecido por outros peixes que permitem que ele os limpe. O falso-limpador vive no Oceano Índico e não apenas se parece com o bodião-limpador em termos de tamanho e coloração, mas também imita a “dança” do bodião-limpador. Após enganar sua presa para que ela baixe a guarda, o falso-limpador a morde, arrancando escamas ou pedaços de barbatana. Os peixes que são atacados dessa forma aprendem a distinguir o mímico do modelo, mas, devido à semelhança entre os dois, também se tornam muito mais cautelosos com o modelo, de modo que ambos são afetados. Devido à capacidade das vítimas de discriminar entre o inimigo e o ajudante, os falso-limpadores desenvolveram uma semelhança muito próxima, até o nível regional. Outro imitador agressivo do bodião-limpador, o blênio-sabre-de-focinho-arredondado [en], desenvolveu um veneno que contém opioides que atenua a dor e reduz a pressão arterial, confundindo o hospedeiro mordido e dando ao imitador tempo para escapar.

### Parasitas que imitam a presa hospedeira
Assim como os predadores, como os Lophiiformes, têm uma estrutura que atrai a presa, alguns parasitas imitam a presa natural do hospedeiro, mas com os papéis invertidos; o parasita é comido pelo hospedeiro. Esse engano facilita a entrada do parasita no hospedeiro, do qual ele pode se alimentar, permitindo que continue seu ciclo de vida.
Um desses casos é um gênero de mexilhão, Lampsilis, que se alimenta das brânquias dos peixes no estágio larval de seu desenvolvimento. Quando atingem a maturidade, deixam o peixe como molusco adulto. No entanto, conseguir entrar no hospedeiro não é uma tarefa fácil, apesar de milhares de larvas serem liberadas de uma só vez. Esse é especialmente o caso em corpos de água corrente, como riachos, onde elas não podem se deitar no substrato e esperar para serem apanhadas durante o processo de forrageamento. No entanto, as fêmeas de Lampsilis desenvolveram uma técnica especial para entregar seus filhotes a um hospedeiro adequado. As estruturas na borda do manto são capazes de atrair o interesse dos peixes. Algumas se assemelham a pequenos peixes, com manchas nos olhos, uma “cauda” e listras horizontais, e podem até se mover de forma semelhante, como se estivessem de frente para a corrente (reotaxia). Quando ofuscadas por um peixe, as larvas são expelidas à força, tornando-se ectoparasitas em seu hospedeiro desavisado. Algumas espécies de Lampsilis, especialmente a Lampsilis ovata, atraem peixes do gênero Micropterus, e a Villosa tem iscas de manto semelhantes a peixes que atraem o peixe predador Percina [en].
A Cercaria mirabilis, um trematódeo, tem um estágio larval especialmente grande, a cercária, que se parece muito com um pequeno crustáceo ou larva de mosquito. Ela imita o comportamento locomotor desses animais, permitindo que seja consumida por peixes predadores.
Outro exemplo de trematódeo parasita é visto em um ambiente terrestre. Leucochloridium [en] é um gênero de verme plano (filo Platyhelminthes) que amadurece no intestino de aves canoras. Seus ovos saem da ave nas fezes e são então absorvidos pelo Succinea [en], um caracol terrestre que vive em ambientes úmidos. Os ovos se desenvolvem em larvas dentro desse hospedeiro intermediário e, em seguida, precisam encontrar o caminho para o sistema digestivo de uma ave adequada. O problema aqui é que essas aves não comem caramujos, portanto, o esporocisto deve encontrar alguma forma de manipular seu futuro hospedeiro para que ele o coma. Diferentemente das espécies relacionadas, esses parasitas têm cores vivas e são capazes de se mover de forma pulsante. Um saco de esporocistos força sua entrada nos olhos do caracol e pulsa em alta velocidade, aumentando o tentáculo no processo. Isso afeta o comportamento do hospedeiro: o caracol se move em direção à luz, o que ele normalmente evita. Esses fatores combinados tornam os esporocistos altamente visíveis, de modo que logo são comidos por um pássaro faminto. O caracol então regenera seus tentáculos e o Leucochloridium continua com seu ciclo de vida.

## Lobo em pele de cordeiro

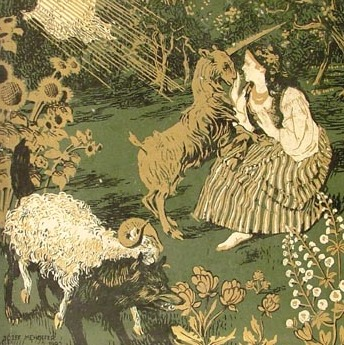
O Lobo em pele de cordeiro, de Józef Mehoffer, 1903. Detalhe da capa do álbum

Os zoólogos compararam repetidamente o mimetismo agressivo com a estratégia da fábula do lobo em pele de cordeiro, inclusive ao descrever aranhas saltadoras, crisopídeos, pulgões que imitam formigas, insetos hemípteros que imitam besouros crisomelídeos, aranhas Phrynarachne decipiens [en], louva-a-deus, peixes ciclídeos, e o gavião-urubu que voa com abutres, permitindo que ele se aproxime de presas terrestres. Esses animais evoluíram para enganar suas presas, parecendo outras presas ou, como os peixes-diabo-negro e as tartarugas-aligator, para atrair as presas, parecendo as presas das presas.